# Plane-Wave-Generator

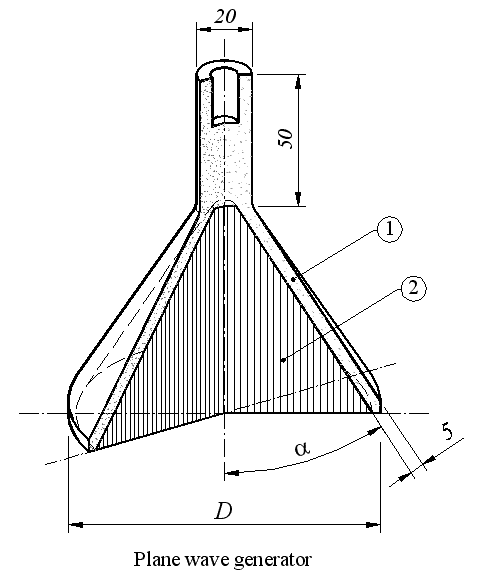
Plane-Wave-Generator

Ein Plane-Wave-Generator ist eine kegelförmige Ladung aus zwei verschiedenen Sprengstoffen, die als Kontaktladung zur Erzeugung eines planen Schlags bei Belastungsversuchen verwendet wird. Die Detonationsgeschwindigkeit des Kegelmantels (1) (z. B. Composition B, gegossen, 39 % TNT + 60 % RDX + 1 % Wachs: {\displaystyle v_{1}=7980\,\mathrm {m/s} }) ist größer als die des Innenkegels (2) (z. B. TNT, gegossen: {\displaystyle v_{2}=6930\,\mathrm {m/s} }). Der Öffnungswinkel des Kegels {\displaystyle \alpha } ergibt sich aus
{\displaystyle \cos(\alpha )={\frac {v_{2}}{v_{1}}}} .